# Королева-консорт
Короле́ва-консо́рт, або Короле́ва-дружи́на (англ. queen consort; ісп. reina consorte; італ. regina consorte; пол. królowa małżonka) — дружина панівного короля, у випадку імператора — імператорка-консорт (англ. empress consort). Королева-консорт зазвичай поділяє соціальний ранг і статус свого чоловіка та має фемінітивні еквіваленти королівських монархічних титулів (королева, Ваша (Її, королівська) величність).
На відміну від королеви-правительки, королева-консорт зазвичай не наділена політичною та воєнною владою, окрім випадків, коли вона виступає як регент. Чоловічим відповідником королеви-консорта є принц-консорт або король-консорт — чоловік правлячої королеви.

## Королеви-консорти
- Емма Вальдек-Пірмонтська
- Феодора
- Роксолана
- Нур Джахан
- Марія-Терезія
- Марія Леопольдіна Австрійська
- Ци Ань
- Олександра Федорівна
- Джецун Пема Вангчук
- Салеха
- Максима
- Матильда
- Ранія аль-Абдалла
- Сільвія
- Летиція
- Соня

- Імператриця Мітіко

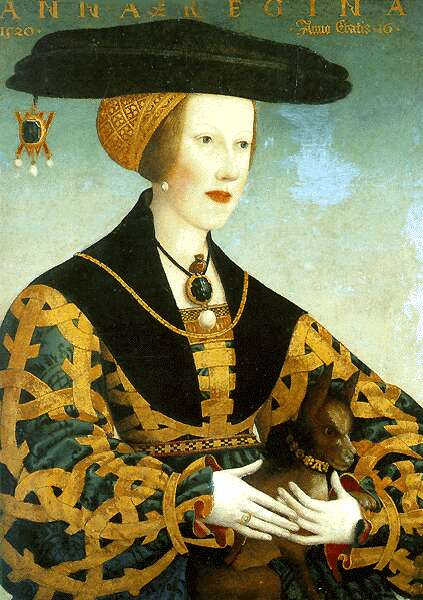
Анна I, королева-консорт Угорщини і Чехії, дружина Фердинанда I

- Камілла, королева-консорт Великої Британії